# Miami Beach, Florida
Miami Beach, Florida là một thành phố thuộc quận quận trong bang Florida, Hoa Kỳ. Thành phố có tổng diện tích km², trong đó diện tích đất là km². Theo điều tra dân số Hoa Kỳ năm 2010, thành phố có dân số người.